# Siete Aguas
Siete Aguas es un municipio de la Comunidad Valenciana, España. Perteneciente a la provincia de Valencia, en la comarca de la Hoya de Buñol. Cuenta con una población de 1279 habitantes (INE 2024). Se trata de un municipio castellanohablante, en el que el castellano cuenta con el predominio lingüístico reconocido legalmente.

## Toponimia
La primera referencia al topónimo de la población la encontramos en la Carta Puebla que otorgó Jaime I en 1260, donde se recoge el topónimo en valenciano antiguo Setaygues como calco del latín Septem Aquis. Desde su fundación en el siglo XIII hasta el siglo XVII se mantuvo el topónimo valenciano para referirse a la población, como se refleja en la documentación de la época.
Posiblemente el hecho del dominio del valenciano como lengua de administrativa del Reino de Valencia, enmascaraba el topónimo local, traduciéndolo al valenciano, como sucedió con la toponimia de los pueblos valencianoparlantes a partir del siglo XVIII, sin que esto implique un cambio de dominio lingüístico. Será en el siglo XVII cuando en las actas locales se empieza a traducir el topónimo de Setaigües por el de Siete Aguas, debido al avance que experimentó el idioma español en tierras del Reino de Valencia, entre las clases altas, como idioma de cultura, y en correspondencia con la lengua más difundida en una comarca, la Hoya de Buñol, en la que desde la Reconquista predominaba la población de origen aragonés. Por consiguiente jamás se produjo la castellanización del municipio, sino la recuperación del topónimo en la lengua, el dialecto aragonés de la lengua española, que utilizaban de forma cotidiana sus habitantes.

## Geografía

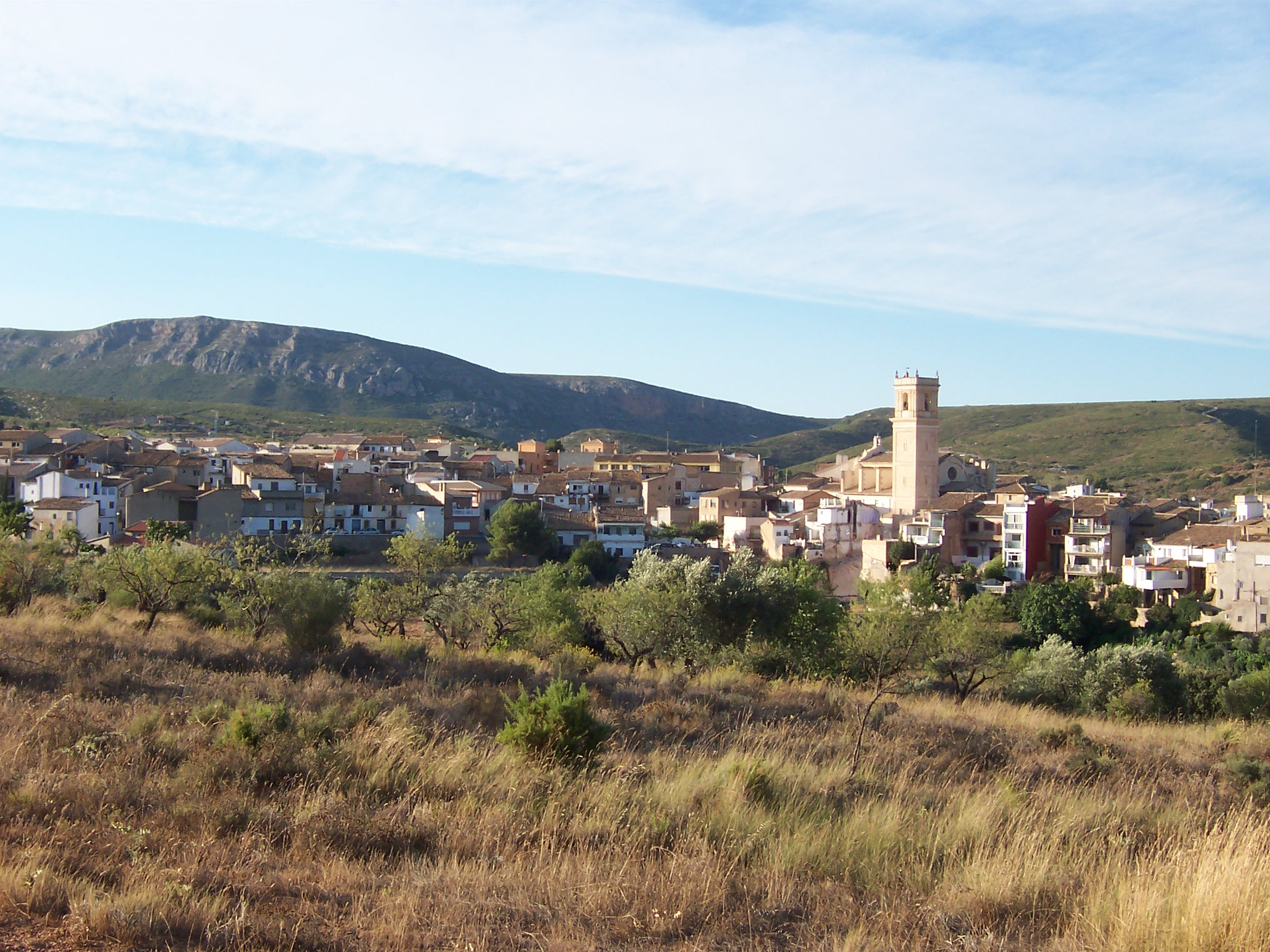
Vista general

Integrado en la comarca de Hoya de Buñol, se localiza a 54 km de la capital valenciana. El término municipal está atravesado por la autovía del Este entre los pK 301 y 309. Siete Aguas se sitúa en el escalón montañoso que separa la comarca de la Hoya de Buñol de la Plana de Utiel-Requena. El relieve es muy accidentado, irregular y montañoso. Las únicas zonas llanas se encuentran hacia el oeste, que son una prolongación de la meseta de la Plana de Utiel-Requena. En la zona septentrional se levantan varias sierras de noroeste a sureste que forman parte del sistema Ibérico valenciano. Por el norte, cierran el término, de oeste a este, las sierras del Tejo, Burgal, Santa María y La Cabrera, con altitudes superiores a los 1100 m (Peñarrubia de 977 m, Alto del Malén de 1034 m, Collado de la Alqueruela de 1083 m y el pico de Santa María de 1137 m). Por el sur se levanta la sierra de Malacara, un relieve calcáreo que supera los 1100 m de altitud, con su punto más elevado en el Pico Nevera, de 1118 m. El pueblo se alza a 700 m sobre el nivel del mar.
Respecto a los ríos del municipio, el río Buñol nace en el territorio y discurre hacia el pueblo que le da nombre.
| Noroeste: Requena | Norte: Chera y Gestalgar | Nordeste: Chiva     |
| Oeste: Requena    |                          | Este: Chiva y Buñol |
| Suroeste: Requena | Sur: Buñol               | Sureste: Buñol      |

## Historia
En el siglo XIII, el término municipal de Siete Aguas era el que ponía fin al Reino de Valencia y tal circunstancia le había dado la importancia que suelen tener las zonas fronterizas. Dicha importancia se plasmó en el hecho que en 1238 el rey Jaime I de Aragón, aún en el asedio de Valencia, donó a Roderic de Liçana los castillos y villas de Buñol, Montroi y Macastre, reservándose para sí la villa de Siete Aguas por su disposición estratégica.
El rey Jaime I dio los territorios de Siete Aguas en 1260 a Berengel·la Ferrandis (su mujer no legítima) y a Pere Ferrandis (hijo bastardo que tuvo con ella). El 17 de noviembre de ese mismo año otorgaron Carta Puebla a favor de Miquel Pere de Portaguerra y otros 30 caballeros cristianos para que repoblaran Siete Aguas, convirtiéndola en una isla de cristiandad regida a Fuero dentro de una comarca habitada casi exclusivamente por musulmanes y regida por las leyes islámicas. Ya en la Carta Puebla aparece el topónimo valenciano Setaygues, la traducción del latín del calco Septem Aquis.
Después, en 1304, fue vendida la villa a Alfonso IV el Benigno, para terminar siendo heredada por el infante Pedro, Conde de Urgel. Luego, tras el Compromiso de Caspe la baronía de Siete Aguas pasó a la Corona de Aragón el 29 de noviembre de 1413 hasta 1425, año en que fue donada a Miquel Mercader.

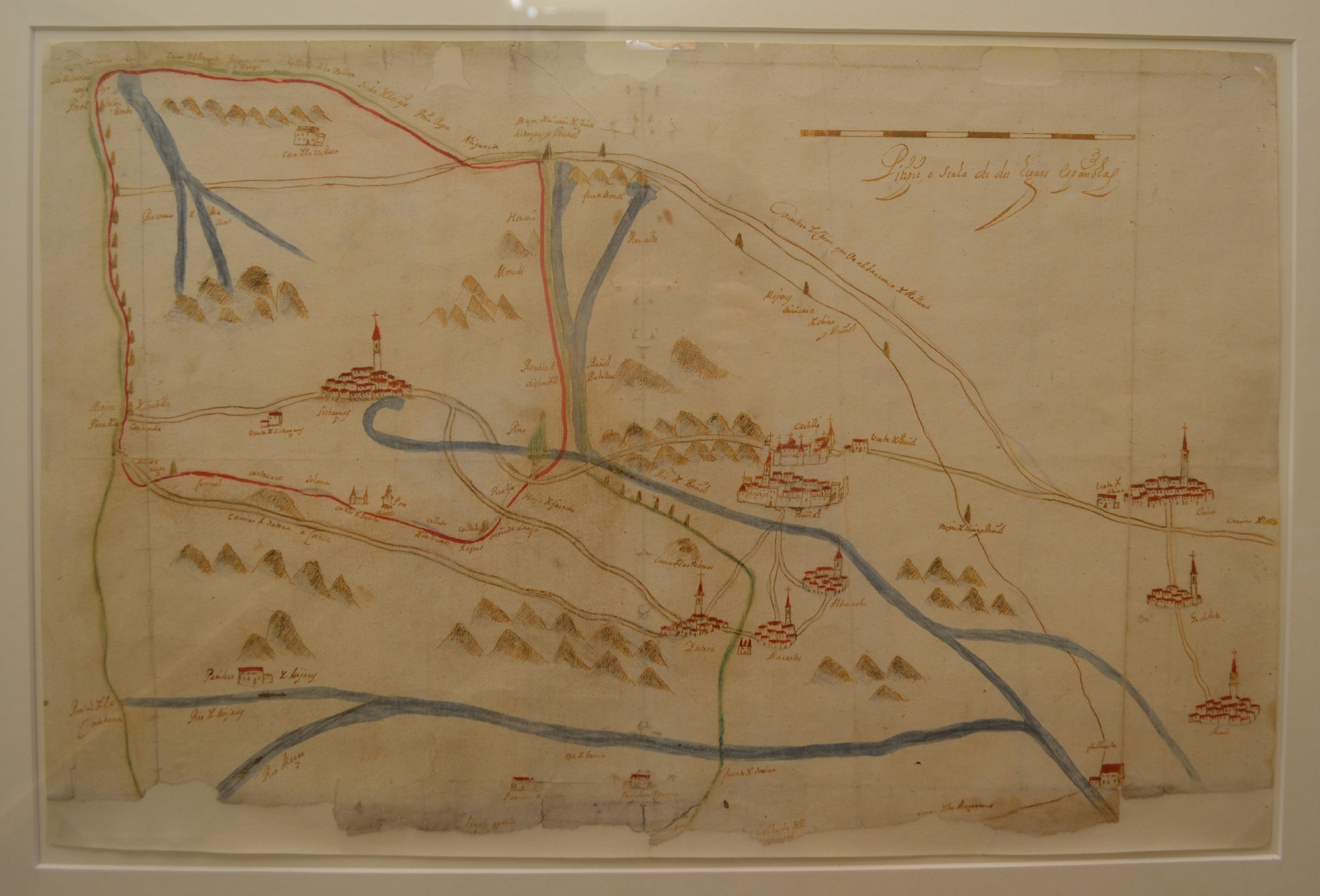
Mapa de los términos municipales de Siete Aguas. Buñol, Chiva y Macastre (1721).

Ya en el siglo XVI se construyó el hospital. Y en el año 1650 un gran mesón para albergar a todos los viajeros. En 1761, reinando Carlos III, Siete Aguas y otros pueblos de la comarca son incorporados a la Corona.
Posteriormente fue anexionada al Condado de Buñol, hasta la abolición de los señoríos por las Cortes de Cádiz en el año 1812. Después vendría la emancipación de Siete Aguas respecto del conde dueño de la comarca, sus intervenciones en la guerra de la independencia (1808) y en las guerras carlistas.
Asimismo, es importante destacar el fin de la situación fronteriza de Siete Aguas por una Real Orden de 26 de junio de 1851, dada por Isabel II, por la que incluía a Requena y su comarca en la provincia de Valencia, pasando a delimitar la frontera el río Cabriel, retirando de su ubicación la Cruz Pairal que delimitaba ambos reinos.
En el siglo XXI, bajo la amenaza de terminar como un desploblado, el municipio reclama retomar el proyecto de cárcel al que se opusieron anteriormente.

## Demografía
Siete Aguas cuenta con una población de 1279 habitantes (INE 2024).
| Gráfica de evolución demográfica de Siete Aguas entre 1842 y 2021                                                   |
| |
| Población de derecho según los censos de población del INE Población de hecho según los censos de población del INE |

## Economía
Basada tradicionalmente en la agricultura, lo complejo de su orografía hace que sólo unas 2500 ha sean cultivables en secano y unas 32 ha de regadío. El clima y la escasez de lluvias permite una producción agrícola muy diversificada.
En secano predomina el cultivo de la vid, con las variedades Bobal, Macabeo, Merseguera y Malvasía que dan lugar a la obtención de extraordinarios vinos de aguja natural.

## Administración y política
En las elecciones locales de 2023, el PSPV-PSOE sacó 7 regidores, con 495 votos, obteniendo mayoría absoluta para gobernar. La segunda fuerza fue el PP, con 135 votos y 1 regidor, le siguió Unidas Podem: Endavant, con 98 votos y 1 regidor. VOX, con 55 votos, no obtuvo representación.
La actual alcaldesa es Teresa N. Hernández Requena, del PSPV-PSOE.
| Periodo   | Nombre                         | Partido   |
| --------- | ------------------------------ | --------- |
| 1979-1983 | Agapito Mas Tarín              | PSPV-PSOE |
| 1983-1987 | Agustín García Martínez        | PSPV-PSOE |
| 1987-1991 | Agapito Mas Tarín              | PSPV-PSOE |
| 1991-1995 | Guillermo Zahonero Rodríguez   | UV        |
| 1995-1999 | Guillermo Zahonero Rodríguez   | UV        |
| 1999-2003 | Guillermo Zahonero Rodríguez   | PP        |
| 2003-2007 | Rafael Zahonero Ferrer         | PP        |
| 2007-2011 | Rafael Zahonero Ferrer         | PP        |
| 2011-2015 | Daniel Zahonero Abril          | PSPV-PSOE |
| 2015-2019 | Santiago Mas Sánchez           | PSPV-PSOE |
| 2019-2023 | Teresa Noemi Hernández Requena | PSPV-PSOE |
| 2023-act. | Teresa Noemi Hernández Requena | PSPV-PSOE |

## Patrimonio

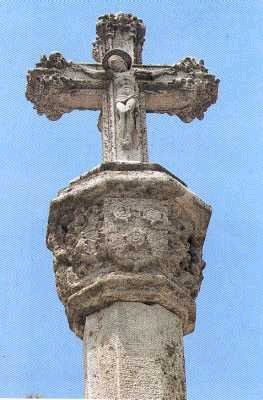
Cruz Pairal

### Religioso
- Ermita de San Blas: anteriormente, llamada Santa Bárbara.
- Iglesia parroquial: dedicada a de San Juan Bautista, tiene 200 años de antigüedad. En su interior destacan las imágenes de gran veneración popular del Santísimo Cristo de los Afligidos y de San Juan Bautista.

### Civil
- Cruz Pairal: de estilo gótico, actualmente está enclavada en la Glorieta, a la entrada de la población, tras la restauración de la antigua Cruz de Piedra que, situada en el límite de los términos de Requena y Siete Aguas, simbolizó hasta 1851 (año de la inclusión de Requena y su comarca en la provincia de Valencia) la frontera entre los antiguos reinos de Castilla y Valencia.
- Fuente de los Siete Caños restaurada en 1930 y en 2000. Es la fuente más significativa de las más de cien con las que cuenta el municipio y que destacan por su calidad y salubridad.
- La Torre del Mojón o Torre de la Contienda: es un bien de interés cultural formado por los restos de una torre de vigía o de defensa situada en la frontera entre Castilla y Aragón. Se encuentra en la partida del Mojón, en el municipio de Siete Aguas.

## Fiestas locales
- San Blas la mañana del día 3 de febrero, festividad de San Blas, tiene lugar la procesión que conduce la imagen del Santo desde la iglesia hasta la ermita. Allí se repite anualmente el ritual de untar con aceite la garganta de niños y mayores, haciendo la señal de la cruz, mientras el sacerdote exclama: "San Blás bendito, que te guarde la gola y el apetito". Para esta celebración las mujeres preparan magdalenas, rolletes y un variado surtido de pastas, en el que no puede faltar la "torta de San Blás".
- Fiestas Patronales: las fiestas patronales se celebran el 24 de junio en honor a su patrón San Juan Bautista y unos días después las fiestas taurinas de gran arraigo popular.
- Festividad del Cristo: el 6 de agosto se celebra la festividad en honor del Santísimo Cristo de los Afligidos, hecho por el escultor Don Vciente Rodilla.
- La semana cultural se celebra la segunda semana agosto y está organizada por la asociación juvenil 'OLEA iniciativa cultural de Siete Aguas'

## Gastronomía
Variados y abundantes platos, entre los que destaca la olla casera, el mojete, ajoarriero, rin-rán, embutido casero o de la orza, la torta de tajás etc.

## Ocio/Deportes

### Gran Fondo Internacional de Siete Aguas
El Gran fondo Internacional es una carrera popular que se celebra en el mes de agosto.
En esta carrera concurren tanto atletas populares como los mejores atletas internacionales del momento en un marco incomparable de belleza y dureza que hacen de la prueba una de las más bellas del calendario internacional de pruebas de fondo en carretera.
La carrera discurre por un circuito asfaltado de 15 150 m (Plano).
Salida de la edición XXIX del Gran Fondo Internacional

### Senderismo
Por su término municipal discurre parte del sendero de Gran Recorrido GR-7.